# Signs of Trust
『Signs of Trust』（サインズ・オブ・トラスト）は、1994年4月6日にリリースされた稲垣潤一14枚目のスタジオ・アルバム。

## 解説
シングル「キスなら後にして」を収録。稲垣初のセルフプロデュース。
本作で初めて自身でライナーノーツを書いており「雪の降る街を」をカバーする想いなどが詳細に書かれている。
1994年初盤は特製パッケージ仕様。
2002年リリース再発盤はボーナス・トラック「最後のBIRTHDAY （「キスなら後にして」アナザー・バージョン）」が収録されている。

## 収録曲
1. キスなら後にして
作詞：秋元康　作曲：三井誠　編曲：清水信之
2. Special Thanks
作詞：田口俊　作曲：谷本新　編曲：清水信之
3. DOUBLE meaning
作詞：松井五郎　作曲：黒沢健一　編曲：清水信之
4. Like a moonlight
作詞：秋元康　作曲：MAYUMI　編曲：清水信之
5. 君が消えてゆく
作詞・作曲：稲垣潤一　編曲：塩入俊哉
6. さよならを忘れないで
作詞：松井五郎　作曲：谷本新　編曲：塩入俊哉
7. 偽りの I love you
作詞・作曲：稲垣潤一　編曲：塩入俊哉
8. No Man No Cry
作詞：山田ひろし　作曲：稲垣潤一　編曲：塩入俊哉
9. 星降る二人
作詞：松井五郎　作曲：松本俊明　編曲：清水信之
10. WAKE UP
作詞：山本秀行　作曲：岸正之　編曲：清水信之
11. 雪の降る街を
作詞：内村直也　作曲：中田喜直　編曲：塩入俊哉・稲垣潤一
12. 最後のBIRTHDAY
作詞：秋元康　作曲：三井誠　編曲：清水信之
「キスなら後にして」アナザーバージョン
※2002年の再発盤のみに収録